# Liste des microprocesseurs AMD Sempron
Le Sempron est un processeur d'entrée de gamme d'AMD qui remplace le Duron. En compétition avec les Celeron d'Intel, il résulte de la déclinaison de deux architectures d'AMD, K7 et K8.

## Processeurs pour PC de bureau

### Sempron

#### Thoroughbred-B(Socket A, 130 nm, Modèle 8)
- Tous les modèles supportent : MMX, SSE, Enhanced 3DNow!

| Modèle        | Fréquence | Cache-L2 | Front Side Bus | Coef. M | Tension | TDP  | Date de sortie  | Numéro de série |
| ------------- | --------- | -------- | -------------- | ------- | ------- | ---- | --------------- | --------------- |
| Sempron 2200+ | 1 500 MHz | 256 KB   | 333 MT/s       | 9x      | 1,60 V  | 62 W | 28 juillet 2004 | SDA2200DUT3D    |
| Sempron 2300+ | 1 583 MHz | 256 KB   | 333 MT/s       | 9.5x    | 1,60 V  | 62 W | 28 juillet 2004 | SDA2300DUT3D    |
| Sempron 2400+ | 1 667 MHz | 256 KB   | 333 MT/s       | 10x     | 1,60 V  | 62 W | 28 juillet 2004 | SDA2400DUT3D    |
| Sempron 2500+ | 1 750 MHz | 256 KB   | 333 MT/s       | 10.5x   | 1,60 V  | 62 W | 28 juillet 2004 | SDA2500DUT3D    |
| Sempron 2600+ | 1 833 MHz | 256 KB   | 333 MT/s       | 11x     | 1,60 V  | 62 W | 28 juillet 2004 | SDA2600DUT3D    |
| Sempron 2800+ | 2 000 MHz | 256 KB   | 333 MT/s       | 12x     | 1,60 V  | 62 W | 28 juillet 2004 | SDA2800DUT3D    |

#### Thorton(Socket A, 130 nm, Modèle 10)
- Tous les modèles supportent : MMX, SSE, Enhanced 3DNow!

| Modèle        | Fréquence | Cache-L2 | Front Side Bus | Coef. M | Tension | TDP  | Date de sortie | Numéro de série |
| ------------- | --------- | -------- | -------------- | ------- | ------- | ---- | -------------- | --------------- |
| Sempron 2200+ | 1 500 MHz | 256 KB   | 333 MT/s       | 9x      | 1,60 V  | 62 W | août 2004      | SDC2200DUT3D    |
| Sempron 2400+ | 1 667 MHz | 256 KB   | 333 MT/s       | 10x     | 1,60 V  |      |                | SDC2400DUT3D    |
| Sempron 2800+ | 2 000 MHz | 256 KB   | 333 MT/s       | 12x     | 1,60 V  | 62 W | août 2004      | SDC2800DUT3D    |

#### Barton(Socket A, 130 nm, Modèle 10)
- Tous les modèles supportent : MMX, SSE, Enhanced 3DNow!

| Modèle        | Fréquence | Cache-L2 | Front Side Bus | Coef. M | Tension | TDP  | Date de sortie    | Numéro de série |
| ------------- | --------- | -------- | -------------- | ------- | ------- | ---- | ----------------- | --------------- |
| Sempron 3000+ | 2 000 MHz | 512 KB   | 333 MT/s       | 12x     | 1,60 V  | 62 W | 17 septembre 2004 | SDA3000DUT4D    |
| Sempron 3300+ | 2 200 MHz | 512 KB   | 400 MT/s       | 11x     | 1,65 V  | 64 W |                   | SDA3300DKV4E    |

#### Paris(Socket 754, CG, 130 nm)
- Tous les modèles supportent : MMX, SSE, SSE2, Enhanced 3DNow!, NX bit

| Modèle        | Fréquence | Cache-L2 | HyperTransport | Coef. M | Tension | TDP  | Date de sortie  | Numéro de série |
| ------------- | --------- | -------- | -------------- | ------- | ------- | ---- | --------------- | --------------- |
| Sempron 3000+ | 1 800 MHz | 128 KB   | 800 MHz        | 9x      | 1,40 V  | 62 W | 15 février 2005 | SDA3000AIP2AX   |
| Sempron 3100+ | 1 800 MHz | 256 KB   | 800 MHz        | 9x      | 1,40 V  | 62 W | 28 juillet 2004 | SDA3100AIP3AX   |

#### Palermo(Socket 754, D0, E3 & E6, 90 nm)
- Tous les modèles supportent : MMX, SSE, SSE2, Enhanced 3DNow!, NX bit
- SSE3 est supporté par tous les modèles avec un numéro de série finissant par BO et BX
- AMD64 est supporté par tous les modèles avec un numéro de série finissant par BX et CV
- Cool'n'Quiet est supporté par les 3000+ et modèles plus récents

| Modèle        | Fréquence | Cache-L2 | HyperTransport | Coef. M | Tension | TDP  | Date de sortie | Numéro de série                                         |
| ------------- | --------- | -------- | -------------- | ------- | ------- | ---- | -------------- | ------------------------------------------------------- |
| Sempron 2500+ | 1 400 MHz | 256 KB   | 800 MHz        | 7x      | 1,40 V  | 62 W | 7 juillet 2005 | SDA2500AIO3BX                                           |
| Sempron 2600+ | 1 600 MHz | 128 KB   | 800 MHz        | 8x      | 1,40 V  | 62 W | août 2004      | SDA2600AIO2BA SDA2600AIO2BO SDA2600AIO2BX SDA2600AIO2CV |
| Sempron 2800+ | 1 600 MHz | 256 KB   | 800 MHz        | 8x      | 1,40 V  | 62 W | août 2004      | SDA2800AIO3BA SDA2800AIO3BO SDA2800AIO3BX SDA2800AIO3CV |
| Sempron 3000+ | 1 800 MHz | 128 KB   | 800 MHz        | 9x      | 1,40 V  | 62 W | Avril 2005     | SDA3000AIO2BA SDA3000AIO2BO SDA3000AIO2BX SDA3000AIO2CV |
| Sempron 3100+ | 1 800 MHz | 256 KB   | 800 MHz        | 9x      | 1,40 V  | 62 W | Avril 2005     | SDA3100AIO3BA SDA3100AIO3BO SDA3100AIO3BX SDA3100AIO3CV |
| Sempron 3300+ | 2 000 MHz | 128 KB   | 800 MHz        | 10x     | 1,40 V  | 62 W | Avril 2005     | SDA3300AIO2BA SDA3300AIO2BO SDA3300AIO2BX SDA3300AIO2CV |
| Sempron 3400+ | 2 000 MHz | 256 KB   | 800 MHz        | 10x     | 1,40 V  | 62 W | 1er août 2005  | SDA3400AIO3BX                                           |

#### Palermo(Socket 939, E3 & E6, 90 nm)
- Tous les modèles supportent : MMX, SSE, SSE2, SSE3, Enhanced 3DNow!, NX bit
- AMD64 est supporté par tous les modèles avec un numéro de série finissant par BW

| Modèle        | Fréquence | Cache-L2 | HyperTransport | Coef. M | Tension     | TDP  | Date de sortie | Numéro de série             |
| ------------- | --------- | -------- | -------------- | ------- | ----------- | ---- | -------------- | --------------------------- |
| Sempron 3000+ | 1 800 MHz | 128 KB   | 800 MHz        | 9x      | 1.35-1,40 V | 62 W |                | SDA3000DIO2BP SDA3000DIO2BW |
| Sempron 3200+ | 1 800 MHz | 256 KB   | 800 MHz        | 9x      | 1.35-1,40 V | 62 W |                | SDA3200DIO3BP SDA3200DIO3BW |
| Sempron 3400+ | 2 000 MHz | 128 KB   | 800 MHz        | 10x     | 1.35-1,40 V | 62 W |                | SDA3400DIO2BW               |
| Sempron 3500+ | 2 000 MHz | 256 KB   | 800 MHz        | 10x     | 1.35-1,40 V | 62 W |                | SDA3500DIO3BW               |

#### Manila(Socket AM2, F2, 90 nm)
- Tous les modèles supportent : MMX, SSE, SSE2, SSE3, Enhanced 3DNow!, NX bit, AMD64
- Cool'n'Quiet est supporté par les 3200+ et modèles plus récents

| Modèle        | Fréquence | Cache-L2 | HyperTransport | Coef. M | Tension     | TDP  | Date de sortie  | Numéro de série             |
| ------------- | --------- | -------- | -------------- | ------- | ----------- | ---- | --------------- | --------------------------- |
| Sempron 2800+ | 1 600 MHz | 128 KB   | 800 MHz        | 8x      | 1.25-1,40 V | 62 W | 23 mai 2006     | SDA2800IAA2CN               |
| Sempron 3000+ | 1 600 MHz | 256 KB   | 800 MHz        | 8x      | 1.25-1,40 V | 62 W | 23 mai 2006     | SDA3000IAA3CN               |
| Sempron 3200+ | 1 800 MHz | 128 KB   | 800 MHz        | 9x      | 1.25-1,40 V | 62 W | 23 mai 2006     | SDA3200IAA2CN SDA3200IAA2CW |
| Sempron 3400+ | 1 800 MHz | 256 KB   | 800 MHz        | 9x      | 1.25-1,40 V | 62 W | 23 mai 2006     | SDA3400IAA3CN SDA3400IAA3CW |
| Sempron 3500+ | 2 000 MHz | 128 KB   | 800 MHz        | 10x     | 1.25-1,40 V | 62 W | 23 mai 2006     | SDA3500IAA2CN               |
| Sempron 3600+ | 2 000 MHz | 256 KB   | 800 MHz        | 10x     | 1.25-1,40 V | 62 W | 23 mai 2006     | SDA3600IAA3CN SDA3600IAA3CW |
| Sempron 3800+ | 2 200 MHz | 256 KB   | 800 MHz        | 11x     | 1.25-1,40 V | 62 W | 23 octobre 2006 | SDA3800IAA3CN               |

#### Manila(Socket AM2, Energy Efficient Small Form Factor, F2, 90 nm)
- Tous les modèles supportent : MMX, SSE, SSE2, SSE3, Enhanced 3DNow!, NX bit, AMD64
- Cool'n'Quiet est supporté par les 3200+ et modèles plus récents

| Modèle        | Fréquence | Cache-L2 | HyperTransport | Coef. M | Tension     | TDP  | Date de sortie | Numéro de série |
| ------------- | --------- | -------- | -------------- | ------- | ----------- | ---- | -------------- | --------------- |
| Sempron 3000+ | 1 600 MHz | 256 KB   | 800 MHz        | 8x      | 1.20/1,25 V | 35 W | 23 mai 2006    | SDD3000IAA3CN   |
| Sempron 3200+ | 1 800 MHz | 128 KB   | 800 MHz        | 9x      | 1.20/1,25 V | 35 W | 23 mai 2006    | SDD3200IAA2CN   |
| Sempron 3400+ | 1 800 MHz | 256 KB   | 800 MHz        | 9x      | 1.20/1,25 V | 35 W | 23 mai 2006    | SDD3400IAA3CN   |
| Sempron 3500+ | 2 000 MHz | 128 KB   | 800 MHz        | 10x     | 1.20/1,25 V | 35 W | 23 mai 2006    | SDD3500IAA2CN   |

#### Sparta(Socket AM2, Energy Efficient, G1 & G2, 65 nm)
- Tous les modèles supportent : MMX, SSE, SSE2, SSE3, Enhanced 3DNow!, NX bit, AMD64, Cool'n'Quiet

| Modèle               | Fréquence | Cache-L2 | HyperTransport | Coef. M | Tension     | TDP  | Date de sortie | Numéro de série |
| -------------------- | --------- | -------- | -------------- | ------- | ----------- | ---- | -------------- | --------------- |
| Sempron LE-1100      | 1 900 MHz | 256 KB   | 800 MHz        | 9.5x    | 1.20/1,40 V | 45 W | 8 octobre 2007 | SDH1100IAA3DE   |
| Sempron LE-1150      | 2 000 MHz | 256 KB   | 800 MHz        | 10x     | 1.20/1,40 V | 45 W | 20 août 2007   | SDH1150IAA3DE   |
| Sempron LE-1200      | 2 100 MHz | 512 KB   | 800 MHz        | 10.5x   | 1.20/1,40 V | 45 W |                | SDH1200IAA4DE   |
| Sempron LE-1200 (G2) | 2 100 MHz | 512 KB   | 800 MHz        | 10.5x   | 1.20/1,40 V | 45 W | 8 octobre 2007 | SDH1200IAA4DP   |
| Sempron LE-1250 (G2) | 2 200 MHz | 512 KB   | 800 MHz        | 11x     | 1.20/1,40 V | 45 W | 8 octobre 2007 | SDH1250IAA4DP   |
| Sempron LE-1300 (G2) | 2 300 MHz | 512 KB   | 800 MHz        | 11.5x   | 1.20/1,40 V | 45 W | 7 janvier 2008 | SDH1300IAA4DP   |

#### Brisbane(Socket AM2, Dual-core, G1 & G2, 65 nm)
- Tous les modèles supportent : MMX, SSE, SSE2, SSE3, Enhanced 3DNow!, NX bit, AMD64, Cool'n'Quiet

| Modèle               | Fréquence | Cache-L2   | HyperTransport | Coef. M | Tension | TDP  | Date de sortie | Numéro de série |
| -------------------- | --------- | ---------- | -------------- | ------- | ------- | ---- | -------------- | --------------- |
| Sempron X2 2100 (G1) | 1 800 MHz | 2 x 256 KB | 800 MHz        | 9x      |         | 65 W | Mars 2008      | SDO2100IAA4DD   |
| Sempron X2 2100 (G2) | 1 800 MHz | 2 x 256 KB | 800 MHz        | 9x      |         | 65 W | Mars 2008      | SDO2100IAA4DO   |
| Sempron X2 2200 (G2) | 2 000 MHz | 2 x 256 KB | 800 MHz        | 10x     |         | 65 W | Mars 2008      | SDO2200IAA4DO   |
| Sempron X2 2300 (G2) | 2 200 MHz | 2 x 256 KB | 800 MHz        | 11x     |         | 65 W | Avril 2008     | SDO2300IAA4DO   |

#### Sargas(Socket AM3, Single-core, C2, 45 nm)
- Tous les modèles supportent : MMX, SSE, SSE2, SSE3, SSE4a, Enhanced 3DNow!, NX bit, AMD64, Cool'n'Quiet, AMD-V

| Modèle           | Fréquence | Cache-L2    | HyperTransport | Coef. M | Tension     | TDP  | Date de sortie | Numéro de série |
| ---------------- | --------- | ----------- | -------------- | ------- | ----------- | ---- | -------------- | --------------- |
| Sempron 140 (C2) | 2 700 MHz | 1 x 1024 KB | 2 000 MHz      | 13.5x   | 0.85/1,35 V | 45 W | Juillet 2009   | SDX140HBK13GQ   |

## Processeurs pour PC portables

### Sempron mobiles

#### Dublin(Socket 754, CG, 130 nm, Desktop replacement)
- Tous les modèles supportent : MMX, SSE, SSE2, Enhanced 3DNow!, NX bit

| Modèle               | Fréquence | Cache-L2 | HyperTransport | Coef. M | Tension    | TDP     | Date de sortie  | Numéro de série |
| -------------------- | --------- | -------- | -------------- | ------- | ---------- | ------- | --------------- | --------------- |
| Mobile Sempron 2600+ | 1 600 MHz | 128 KB   | 800 MHz        | 8x      | 0.95-1,4 V | 13-62 W | 28 juillet 2004 | SMN2600BIX2AY   |
| Mobile Sempron 2800+ | 1 600 MHz | 256 KB   | 800 MHz        | 8x      | 0.95-1,4 V | 13-62 W | 28 juillet 2004 | SMN2800BIX3AY   |
| Mobile Sempron 3000+ | 1 800 MHz | 128 KB   | 800 MHz        | 9x      | 0.95-1,4 V | 13-62 W | 28 juillet 2004 | SMN3000BIX2AY   |

#### Dublin(Socket 754, CG, 130 nm, Low power)
- Tous les modèles supportent : MMX, SSE, SSE2, Enhanced 3DNow!, NX bit

| Modèle               | Fréquence | Cache-L2 | HyperTransport | Coef. M | Tension      | TDP    | Date de sortie  | Numéro de série |
| -------------------- | --------- | -------- | -------------- | ------- | ------------ | ------ | --------------- | --------------- |
| Mobile Sempron 2600+ | 1 600 MHz | 128 KB   | 800 MHz        | 8x      | 0.975-1,25 V | 9-25 W | 28 juillet 2004 | SMS2600BOX2LA   |
| Mobile Sempron 2800+ | 1 600 MHz | 256 KB   | 800 MHz        | 8x      | 0.975-1,25 V | 9-25 W | 28 juillet 2004 | SMS2800BOX3LA   |

#### Georgetown(Socket 754, D0, 90 nm, Desktop replacement)
- Tous les modèles supportent : MMX, SSE, SSE2, Enhanced 3DNow!, NX bit

| Modèle               | Fréquence | Cache-L2 | HyperTransport | Coef. M | Tension    | TDP  | Date de sortie | Numéro de série |
| -------------------- | --------- | -------- | -------------- | ------- | ---------- | ---- | -------------- | --------------- |
| Mobile Sempron 2600+ | 1 600 MHz | 128 KB   | 800 MHz        | 8x      | 0.95-1,4 V | 62 W |                | SMN2600BIX2BA   |
| Mobile Sempron 2800+ | 1 600 MHz | 256 KB   | 800 MHz        | 8x      | 0.95-1,4 V | 62 W |                | SMN2800BIX3BA   |
| Mobile Sempron 3000+ | 1 800 MHz | 128 KB   | 800 MHz        | 9x      | 0.95-1,4 V | 62 W |                | SMN3000BIX2BA   |
| Mobile Sempron 3100+ | 1 800 MHz | 256 KB   | 800 MHz        | 9x      | 0.95-1,4 V | 62 W | 3 mai 2005     | SMN3100BIX3BA   |
| Mobile Sempron 3300+ | 2 000 MHz | 128 KB   | 800 MHz        | 10x     | 0.95-1,4 V | 62 W | 19 août 2005   | SMN3300BIX2BA   |

#### Sonora(Socket 754, D0, 90 nm, Low power)
- Tous les modèles supportent : MMX, SSE, SSE2, Enhanced 3DNow!, NX bit

| Modèle               | Fréquence | Cache-L2 | HyperTransport | Coef. M | Tension      | TDP  | Date de sortie   | Numéro de série |
| -------------------- | --------- | -------- | -------------- | ------- | ------------ | ---- | ---------------- | --------------- |
| Mobile Sempron 2600+ | 1 600 MHz | 128 KB   | 800 MHz        | 8x      | 0.975-1,25 V | 25 W |                  | SMS2600BOX2LB   |
| Mobile Sempron 2800+ | 1 600 MHz | 256 KB   | 800 MHz        | 8x      | 0.975-1,25 V | 25 W |                  | SMS2800BOX3LB   |
| Mobile Sempron 3000+ | 1 800 MHz | 128 KB   | 800 MHz        | 9x      | 0.975-1,25 V | 25 W | 23 novembre 2004 | SMS3000BOX2LB   |
| Mobile Sempron 3100+ | 1 800 MHz | 256 KB   | 800 MHz        | 9x      | 0.975-1,25 V | 25 W | Janvier 2005     | SMS3100BOX3LB   |

#### Albany(Socket 754, E6, 90 nm, Desktop replacement)
- Tous les modèles supportent : MMX, SSE, SSE2, SSE3, Enhanced 3DNow!, NX bit

| Modèle               | Fréquence | Cache-L2 | HyperTransport | Coef. M | Tension    | TDP  | Date de sortie  | Numéro de série |
| -------------------- | --------- | -------- | -------------- | ------- | ---------- | ---- | --------------- | --------------- |
| Mobile Sempron 3000+ | 1 800 MHz | 128 KB   | 800 MHz        | 9x      | 0.95-1,4 V | 62 W | 15 juillet 2005 | SMN3000BIX2BX   |
| Mobile Sempron 3100+ | 1 800 MHz | 256 KB   | 800 MHz        | 9x      | 0.95-1,4 V | 62 W | 15 juillet 2005 | SMN3100BIX3BX   |
| Mobile Sempron 3300+ | 2 000 MHz | 128 KB   | 800 MHz        | 10x     | 0.95-1,4 V | 62 W | 15 juillet 2005 | SMN3300BIX2BX   |
| Mobile Sempron 3400+ | 2 000 MHz | 256 KB   | 800 MHz        | 10x     | 0.95-1,4 V | 62 W | 23 janvier 2006 | SMN3400BIX3BX   |
| Mobile Sempron 3600+ | 2 200 MHz | 128 KB   | 800 MHz        | 11x     | 0.95-1,4 V | 62 W | 17 mai 2006     | SMN3600BIX2BX   |

#### Roma(Socket 754, E6, 90 nm, Low power)
- Tous les modèles supportent : MMX, SSE, SSE2, SSE3, Enhanced 3DNow!, NX bit

| Modèle               | Fréquence | Cache-L2 | HyperTransport | Coef. M | Tension    | TDP  | Date de sortie  | Numéro de série             |
| -------------------- | --------- | -------- | -------------- | ------- | ---------- | ---- | --------------- | --------------------------- |
| Mobile Sempron 2800+ | 1 600 MHz | 256 KB   | 800 MHz        | 8x      | 0.95-1,2 V | 25 W | 15 juillet 2005 | SMS2800BQX3LF               |
| Mobile Sempron 3000+ | 1 800 MHz | 128 KB   | 800 MHz        | 9x      | 0.95-1,2 V | 25 W | 15 juillet 2005 | SMS3000BQX2LE SMS3000BQX2LF |
| Mobile Sempron 3100+ | 1 800 MHz | 256 KB   | 800 MHz        | 9x      | 0.95-1,2 V | 25 W | 15 juillet 2005 | SMS3100BQX3LE               |
| Mobile Sempron 3300+ | 2 000 MHz | 128 KB   | 800 MHz        | 10x     | 0.95-1,2 V | 25 W | Juillet 2005    | SMS3300BQX2LE               |
| Mobile Sempron 3400+ | 2 000 MHz | 256 KB   | 800 MHz        | 10x     | 0.95-1,2 V | 25 W | 17 mai 2006     | SMS3400BQX3LE               |

#### Keene(Socket S1, F2, 90 nm, Low power)
- Tous les modèles supportent : MMX, SSE, SSE2, SSE3, Enhanced 3DNow!, NX bit, AMD64, PowerNow!

| Modèle               | Fréquence | Cache-L2 | HyperTransport | Coef. M | Tension         | TDP  | Date de sortie  | Numéro de série |
| -------------------- | --------- | -------- | -------------- | ------- | --------------- | ---- | --------------- | --------------- |
| Mobile Sempron 3200+ | 1 600 MHz | 512 KB   | 800 MHz        | 8x      | 0.950v - 1.125v | 25 W | 17 mai 2006     | SMS3200HAX4CM   |
| Mobile Sempron 3400+ | 1 800 MHz | 256 KB   | 800 MHz        | 9x      | 0.950v - 1.125v | 25 W | 17 mai 2006     | SMS3400HAX3CM   |
| Mobile Sempron 3500+ | 1 800 MHz | 512 KB   | 800 MHz        | 9x      | 0.950v - 1.125v | 25 W | 17 mai 2006     | SMS3500HAX4CM   |
| Mobile Sempron 3600+ | 2 000 MHz | 256 KB   | 800 MHz        | 10x     | 0.950v - 1.125v | 25 W | 23 octobre 2006 | SMS3600HAX3CM   |

#### Sherman(Socket S1, G1 & G2, 65 nm, Low power)
- Tous les modèles supportent : MMX, SSE, SSE2, SSE3, Enhanced 3DNow!, NX bit, AMD64

| Modèle                | Fréquence | Cache-L2 | HyperTransport | Coef. M | Tension         | TDP  | Date de sortie | Numéro de série     |
| --------------------- | --------- | -------- | -------------- | ------- | --------------- | ---- | -------------- | ------------------- |
| Sempron 2100+ fanless | 1 000 MHz | 256 KB   | 800 MHz        | 5x      | 0.950v - 1.125v | 9 W  | 30 mai 2007    | SMF2100HAX3DQE (G1) |
| Mobile Sempron 3600+  | 2 000 MHz | 256 KB   | 800 MHz        | 10x     |                 | 25 W |                | SMS3600HAX3DN (G2)  |
| Mobile Sempron 3700+  | 2 000 MHz | 512 KB   | 800 MHz        | 10x     |                 | 25 W |                | SMS3700HAX4DQE (G1) |
| Mobile Sempron 3800+  | 2 200 MHz | 256 KB   | 800 MHz        | 11x     |                 | 31 W |                | SMD3800HAX3DN (G2)  |
| Mobile Sempron 4000+  | 2 200 MHz | 512 KB   | 800 MHz        | 11x     |                 | 31 W |                | SMD4000HAX4DN (G2)  |

#### Sable(Socket S1, 65 nm)
- Tous les modèles supportent : MMX, SSE, SSE2, SSE3, Enhanced 3DNow!, NX bit, AMD64, PowerNow!, AMD-V

| Modèle        | Fréquence | Cache-L2 | HyperTransport | Coef. M | Tension           | TDP  | Date de sortie | Numéro de série |
| ------------- | --------- | -------- | -------------- | ------- | ----------------- | ---- | -------------- | --------------- |
| Sempron SI-40 | 2 000 MHz | 512 KB   | 1 800 MHz      | 10x     | 0,950 V - 1,125 V | 25 W | 4 juin 2008    | SMSI40SAM12GG   |
| Sempron SI-42 | 2 100 MHz | 512 KB   | 1 800 MHz      | 10.5x   | 0,950 V - 1,125 V | 25 W | Q3 2008        | SMSI42SAM12GG   |

#### Huron(Socket S1, 65 nm, Low power)
- Tous les modèles supportent : MMX, SSE, SSE2, SSE3, Enhanced 3DNow!, NX bit, AMD64, PowerNow!, AMD-V

| Modèle                                         | Fréquence | Cache-L2 | HyperTransport | Coef. M | Tension | TDP  | Date de sortie | Numéro de série |
| ---------------------------------------------- | --------- | -------- | -------------- | ------- | ------- | ---- | -------------- | --------------- |
| Sempron for Ultra-thin notebooks/ Sempron 200U | 1 000 MHz | 256 KB   | 1 600 MHz      | 5x      |         | 8 W  | 8 janvier 2009 | SMF200UOAX3DV   |
| Sempron 210U                                   | 1 500 MHz | 256 KB   | 1 600 MHz      | 7.5x    |         | 15 W | 8 janvier 2009 | SMG210UOAX3DX   |